# Чедомир Миндеровић
Чедомир Миндеровић (Београд, 31. октобар 1912 — Делхи, 16. јануар 1966) био је књижевник, учесник Народноослободилачке борбе и друштвено-политички радник Социјалистичке Републике Србије.

## Биографија
Као ђак гимназије приступио је револуционарном омладинском покрету, због чега је као малолетник одговарао пред Државним судом за заштиту државе и био осуђен на шест месеци затвора.
Члан Комунистичке партије Југославије (КПЈ) и учесник Народноослободилачке борбе је од 1941. године. Током НОР-а био је на дужностима: 
- политичког комесара батаљона у Посавском партизанском одреду,
- политичког комесара Шестог београдског батаљона у Првој пролетерској бригади,
- члана Политодела Друге пролетерске бригаде,
- руководилац Политодела Шесте источнобосанске бригаде,
- члан Политодела 27. истоичнобосанске дивизије
- члан Пропагандног одељења Врховног штаба НОВ и ПОЈ.

После ослобођења Југославије, налазио се на функцијама:
- члан Агитпропа Централног комитета КП Србије,
- директор Издавачког предузећа „Просвета“ из Београда
- генерални секретар Савеза књижевника Југославије,
- председник Удружења књижевника Србије,
- управник Народне библиотеке Србије, од 1960. до 1965.

Био је члан Централног комитета Савеза комуниста Србије и имао чин резервног потпуковника ЈНА. Од 1957. године се налазио у дипломатској служби у Државном секретаријату за иностране послове.
Умро је 16. јануара 1966. године у Делхију, главном граду Индије, где се налазио у дипломатској служби. Кремиран је, а његова урна је 20. јануара положена у Алеји заслужних грађана на Новом гробљу у Београду. Један је од првих заслужних личности сахрањених у овој алеји, која је изграђена годину дана пре његове смрти.
Носилац је Партизанске споменице 1941. и других југословенских одликовања, међу којима је Орден народног ослобођења.
Његова прва супруга Катарина Кета Шер-Миндеровић била је учесница Народноослободилачке борбе. Ухваћена је и стрељана у Шапцу 1942. године.

## Књижевни рад
У својим предратним књижевним делима приказивао је беду градских предграђа и бунтовност политичких и социјално потлачених. У том периоду објавио је неколико збирки песама и 1940. године књигу поетске прозе „Уска улица“. Током рата је писао родољубиве песме, а после рата је написао:
- ратни дневник „За Титом“, објављен у Београду 1945. и 1959. године,
- поему „Повратак песника у улицу које више нема“, Загреб 1949. године,
- роман „Облаци над Таром“, Београд 1947. и 1958. године,
- збирку песама „Горке године“, 1958. године,
- збирку песама „Потонула џунгла“, 1959. године,
- роман „Последњи коктел“, Београд 1961. године,
- збирку песама „Филм у три епохе“, Београд 1964. године,
- збирку песама „Огрлица за Наилу“, Београд 1966. године,
- „Трагови Индије“, 1966. године.

Као књижевник Миндеровић је остао упамћен као модерниста међу социјалним писцима. Аутор је неких од познатијих револуционарних песама од којих се истичу - „Црвен је исток и запад“, „Југославија“ и „Стег партије”. Године 1946. је победио на конкурсу за химну ФНР Југославије, али ова песма никада није званично усвојена и до краја постојања СФРЈ је као химна коришћена песма „Хеј Словени“.
Писаћи сто Чедомира Миндеровића налази се у Удружења за културу, уметност и међународну сарадњу „Адлигат”.